# Erez
Erez (hebr. ארז; pol. Cedr) – kibuc położony w samorządzie regionu Sza’ar ha-Negew, w Dystrykcie Południowym, w Izraelu.
Leży na nadmorskiej równinie przy Strefie Gazy w północno-zachodniej części pustyni Negew, w otoczeniu moszawu Netiw ha-Asara, kibuców Jad Mordechaj i Or ha-Ner, oraz miasta Sederot. Na granicy ze Strefą Gazy znajduje się przejście graniczne Erez. Członek Ruchu Kibuców (Ha-Tenu’a ha-Kibbucit).

## Historia
Pierwotnie w miejscu tym znajdowała się arabska wioska Dimra, która została zniszczona podczas I wojny izraelsko-arabskiej w październiku 1948.
Kibuc został założony w 1949 przez członków syjonistycznego ruchu młodzieżowego HaNoar HaOved VeHaLomed. Osada powstała początkowo w miejscu obecnego kibucu Or ha-Ner, lecz w 1950 została przeniesiona w obecną lokalizację.
1 listopada 1956 podczas Kryzysu Sueskiego do kibucu dotarła informacja o przeniknięciu grupy terrorystów przez granicę ze Strefy Gazy do Izraela. Z kibucu wyruszyły wówczas dwie grupy pościgowe, z których jedna najechała na minę podłożoną na drodze na wschód od osady. W wybuchu zginęli wszyscy sześcioro pasażerowie jeepa.
Z racji swojego bliskiego położenia od Strefy Gazy, kibuc wielokrotnie był celem ostrzału moździerzowego i rakietowego ze strony palestyńskich terrorystów.

## Kultura i sport
W kibucu działa ośrodek kultury i sportu oraz regionalne muzeum przedstawiające historię kibucu Erez. Jest tu także boisko do piłki nożnej oraz basen kąpielowy.

## Gospodarka
Gospodarka kibucu opiera się na rolnictwie, sadownictwie i hodowli zwierząt.
Z przemysłu znajduje się tutaj zakład Erez Thermoplastics Products produkujący materiały pokryte powłoką z tworzywa sztucznego. Firma Sense Design Ltd. jest dystrybutorem biżuterii w Izraelu, Europie i Stanach Zjednoczonych. W swojej ofercie posiada kolekcje biżuterii ponad dwudziestu znanych izraelskich projektantów.

## Komunikacja
Z kibucu wychodzi w kierunku wschodnim lokalna droga, która prowadzi do drogi ekspresowej nr 34  (Jad Mordechaj-Netiwot). Inna lokalna droga prowadzi na zachód do drogi ekspresowej nr 4  (Erez-Kefar Rosz ha-Nikra).